# Selered z Esseksu
Selered z Esseksu (ur. na początku VI wieku, zm. 746) – jeden z władców królestwa Essex, którym rządził lub współrządził w latach 709(?)–746.
Prawo Selereda do tronu Esseksu wynikało z tego, że wśród jego przodków byli potomkowie Sleddy – wywodzić się miał z gałęzi rodu, której początek stanowił Sexbald, brat Saeberta. Według innych źródeł Selered był synem króla Zyberta.
Nieznane są dokładne okoliczności w jakich objął władzę, ani dzieje jego panowania. Przypuszczalnie przez część okresu panowania współrządził z kuzynem Swaefbertem. Nie jest jednak jasne, w jaki sposób wyglądały powiązania między nimi, ani nawet to, czy rządzili razem, czy też kolejno. Wiadomo natomiast, że żaden z nich nie był władcą samodzielnym, ale zależeli od władców Mercji. Świadczy o tym swobodne dysponowanie ziemią Essex przy nadaniach przez Mercjan, bez powoływania się na władców Esseksu.
Data śmierci Selereda została zapisana w Kronice anglosaskiej, ale nieznane są jej okoliczności.
Następcą Selereda został Swithred z Esseksu, wnuk Sigehearda. Z kolei po nim na tronie Esseksu zasiadł syn Selereda, Sigeric.